# Teissières-lès-Bouliès
Teissières-lès-Bouliès är en kommun i departementet Cantal i regionen Auvergne-Rhône-Alpes i mitten av Frankrike. Kommunen ligger  i kantonen Arpajon-sur-Cère som ligger i arrondissementet Aurillac. År 2022 hade Teissières-lès-Bouliès 339 invånare.

## Befolkningsutveckling
Antalet invånare i kommunen Teissières-lès-Bouliès
Referens:INSEE